# Paul Watkins
Pour les articles homonymes, voir Watkins.
Ne doit pas être confondu avec Paul Watkins (écrivain).
Paul Alan Watkins (25 janvier 1950 - 3 août 1990) était, de mars 1968 à août 1969, un membre de la communauté hippie appelée « la famille » et bras droit de son leader Charles Manson. Durant le procès à la suite des meurtres en 1969 de Sharon Tate et du couple LaBianca par plusieurs membres de la communauté, Watkins apporta des éléments d'information pour éclaircir les motivations et croyances du groupe. Ayant quitté la communauté avant les arrestations, il ne fut pas condamné.

## Biographie
Après avoir vécu quelques années au Liban, où son père travaillait sur un pipeline, Watkins s'installa avec sa famille à Beaumont dans le Texas. Une fois adolescent, il étudia la Bible puis s'investit dans une église évangélique, au départ selon ses dires, parce qu'il appréciait la musique et les chants. La musique fut bientôt le plus important pour lui alors que la démarche religieuse s'évanouit. S'étant désintéressé totalement des études, il devint ce qu'il appela lui-même un « Flower Child fugitif, en quête d'illumination et de vérité ». Il fut arrêté en 1967 pour détention de marijuana. 

## Rencontre avec Manson
À l'occasion d'une visite qu'il voulait rendre à un ami, Watkins rencontra Manson le 16 mars 1968 à Topanga près de Los Angeles. Il y resta toute la nuit, consommant de la marijuana et pratiquant une sexualité de groupe. Quelque temps plus tard, le 4 juillet 1968, alors qu'il errait dans des rues, il fut reconnu par deux jeunes femmes de « la famille » de Manson, qui l'emmenèrent au Spahn Ranch, nouveau lieu de résidence de la communauté. Watkins devint rapidement le « bras droit » de Manson.

## Les meurtres et le procès
Fin 1968, Watkins était avec les autres membres autour d'un feu de camp lorsque Manson expliqua sa prophétie basée sur sa compréhension des paroles de Helter Skelter des Beatles (il venait de découvrit l'album blanc et croyait que les Beatles avertissaient l'Amérique d'un conflit racial imminent. Dans l'idée de Manson, les Beatles leur ordonnaient, à lui et à ses disciples, de préparer l'holocauste en s'enfuyant vers le désert). Watkins prit la prédiction au sérieux mais il était troublé par les implications, comme le fait qu'il leur faudrait certainement commettre des meurtres. Mais il ne parvenait pas à se séparer du groupe". Le 9 août 1969, il vit à la télévision qu'il y avait eu plusieurs assassinats dans la nuit à Los Angeles. Quelqu'un fit la remarque que Manson avait peut-être organisé ces meurtres, mais Watkins l'entendit comme une plaisanterie. Un suspect ayant été arrêté, l'attention se détourna un temps de cette affaire. Watkins continua à jouer de la musique dans le groupe, à avoir une relation avec une femme de la communauté. Mais il refusait d'aider Manson dans ses recherches pour trouver un abri pour le « grand final » au point où Manson le menaça avec un couteau et un pistolet. Watkins quitta le ranch. 
Juste après le départ de Watkins, en octobre 1969, le ranch fut pris d'assaut par les forces de police. Manson et les membres présents furent arrêtés.  Watkins décida de témoigner contre Manson et devint pourtant une sorte de leader pour les membres restants. Mais la rupture se produisit en mars 1970, certaines des femmes du groupe ayant eu connaissance des témoignages de Watkins contre « la famille ». Il fut appelé « Judas » et quitta le ranch. La même nuit, un membre de la communauté mit le feu au van dans lequel il dormait, et il fut brûlé assez gravement,. En mai, après sa guérison, il décida de poursuivre son témoignage. Manson lui fit parvenir une menace « Charlie dit que lorsqu'il sortira, tu auras intérêt à ne pas être dans les environs »,
Le témoignage de Watkins en octobre 1970, quelques mois avant le procès fut capital pour la compréhension du cadre des meurtres et des croyances qui y étaient attachés

## Après les procès
Watkins fonda et fut le premier président de la chambre de commerce de la vallée de la Mort. Il fit également des conférences sur la psychologie des sectes et l'usage des drogues. Il apparut dans le documentaire de 1973 sur Charles Manson et dont il composa la musique,. Le livre Ma vie avec Charles Manson fut écrit avec Guillermo Soledad et parut en 1979. En 1989, après avoir appris qu'il avait un cancer, Watkins fut interviewé par Larry King sur CNN. Watkins mourut en 1990 d'une leucémie.
En 2018, Bridger Zadina l'interprète dans le long métrage Charlie Says de Mary Harron.